# Zasada ostrożnej wyceny
Zasada ostrożnej wyceny (zasada ostrożności) – jedna z nadrzędnych zasad rachunkowości, która nakazuje wyceniać zasoby majątkowe jednostki i źródła ich pochodzenia, tak aby nie spowodować zniekształcenia wyniku finansowego.
Ustawa o rachunkowości z dnia 29 września 1994 r. formułuje tę zasadę w art. 7 ust. 1:

Poszczególne składniki aktywów i pasywów wycenia się stosując rzeczywiście poniesione na ich nabycie (wytworzenie) ceny (koszty), z zachowaniem zasady ostrożności. W szczególności należy w tym celu w wyniku finansowym, bez względu na jego wysokość, uwzględnić:
1. zmniejszenia wartości użytkowej lub handlowej składników aktywów, w tym również dokonywane w postaci odpisów amortyzacyjnych lub umorzeniowych;
2. (skreślony);
3. wyłącznie niewątpliwe pozostałe przychody operacyjne i zyski nadzwyczajne (wchodzą w skład pozostałych przychodów operacyjnych);
4. wszystkie poniesione pozostałe koszty operacyjne i straty nadzwyczajne (wchodzą w skład pozostałych kosztów operacyjnych);
5. rezerwy na znane jednostce ryzyko, grożące straty oraz skutki innych zdarzeń.